# Revolutionsbryllup (film fra 1915)
|  | Denne artikel er oprettet af botten PalnaBot ud fra en ekstern database. Den kan derfor have sproglige fejl eller mangler. Denne skabelon kan fjernes efter kontrol af indholdet. |

|  | For den danske film med samme titel fra 1910, se Revolutionsbryllup (film fra 1910) |
Revolutionsbryllup er en film instrueret af August Blom.